# Robert Pinget
Robert Pinget (Ginebra, Suiza, 19 de julio de 1919 - Tours, Francia, 25 de agosto de 1997) fue un novelista y dramaturgo suizo en lengua francesa.

## Biografía
Nace en la ciudad suiza de Ginebra y tras finalizar sus estudios de Derecho, Robert Pinget ejerce como abogado en Ginebra durante un año. Abandona Suiza en 1946 para trasladarse a París, en donde se dedicará a las Bellas Artes.
Publica su primera obra, una recolección de cuentos cortos, Entre Fantoine y Agapa en 1951. En 1952, publica su primera novela, Mahu o el material. A esta siguió El zorro y la brújula, en 1953, gracias al apoyo de Albert Camus, Alain Robbe-Grillet y sobre todo Samuel Beckett, que fue siempre gran amigo de Pinget. Graal Flibuste se publica en la editorial Minuit en 1956, tras haber sido rechazado por Raymond Queneau en Gallimard. El hecho de que publique en esta editorial Minuit, que será la de Pinget en lo sucesivo ha contribuido a que se le incluya a veces dentro de la corriente del Nouveau roman.
En 1960, adopta la nacionalidad francesa y se instala, en 1964, en la región de Turena, en su casa escribirá todas sus obras. Muere en Tours.

## Obras
- Entre Fantoine y Agapa, cuentos, 1951
- Mahu o el material, novela, 1952
- El zorro y la brújula, novela, 1953
- Graal Flibuste, novela, 1956
- Baga, novela, 1958
- Letra muerta, teatro, 1959
- El chaval, novela, 1959
- La manivela, obra radiofónica, 1960
- Aquí o fuera, Architruc-L'Hypothèse, teatro, 1961
- Cigarrillo en el expediente, novela, 1961
- La inquisitoria, novela, 1962
- Alguien, novela, 1965
- Sobre Mortin, diálogos, 1965
- Le libera, novela, 1968
- Pasacalle, novela, 1969
- Fábula, relato, 1971
- Identidad, seguido de Abel y Bela, teatro, 1971
- Paralchimie, sseguido de Architruc-L'Hypothèse-Nuit, teatro, 1973
- Esta vía, novela, 1975
- El apócrifo, novela, 1980
- Señor Sueño, 1982
- El arnés, 1984
- Arado, 1985
- Un extraño testamento, 1986
- La hipótesis, seguido de Abel y Bela, teatro, 1987
- El enemigo, novela, 1987

- Datos: Q123389